# 13 juin
Pour les articles homonymes, voir Treize-Juin.
13 mai 13 juillet
Chronologies thématiques
- Croisades
- Ferroviaires
- Sports
- Disney
- Anarchisme
- Catholicisme

Abréviations / Voir aussi
- (° 1852) = né en 1852
- († 1885) = mort en 1885
- a.s. = calendrier julien
- n.s. = calendrier grégorien
- Calendrier
- Calendrier perpétuel
- Liste de calendriers
- Naissances du jour

Le 13 juin est le 164e jour, moins souvent le 165e, de l'année du calendrier grégorien ; il en reste ensuite 201.
C'étaient les ides d'iunius des calendriers romains, et leur équivalent généralement le 25 prairial du calendrier républicain ou révolutionnaire français, officiellement dénommé jour de la tanche.

## Événements

### IVesiècle
- 313 : publication par l'empereur Licinius à Nicomédie de l'édit de Milan accordant la liberté de culte à toutes les religions dans l'empire romain.

### XIVesiècle
- 1381 : lors de la révolte des paysans anglais, les rebelles entrent dans Londres, et incendient l'hôtel de Savoie.

### XVesiècle
- 1494 : découverte européenne de l'île des Pins, par Christophe Colomb.

### XVIesiècle
- 1514 : le roi Henri VIII d'Angleterre lance son Henri Grâce à Dieu, le plus puissant navire de guerre d'Europe à cette époque.

### XVIIesiècle
- 1625 : mariage d'Henriette Marie de France, avec le roi d'Angleterre Charles Ier.

### XVIIIesiècle
- 1740 : début du siège de Saint Augustine, lors de la guerre de l’oreille de Jenkins.
- 1777 : Gilbert du Motier de La Fayette débarque en Amérique, et s'implique dans la guerre d'indépendance des États-Unis.

### XIXesiècle
- 1886 : grand incendie de Vancouver.
- 1898 : création du Yukon, territoire fédéral du Canada.

### XXesiècle
- 1944 : 
  - première offensive de V1 allemands sur la Grande-Bretagne.
  - bataille de Bloody Gulch (en).
  - bataille de Villers-Bocage, à la suite du débarquement allié en Normandie.
- 1952 : disparition d'un Douglas DC-3 de la force aérienne suédoise, début de l'affaire du Catalina.
- 1966 : la Cour Suprême des États-Unis rend l'arrêt Miranda v. Arizona, et demande la lecture des droits lors de l'arrestation d'un suspect.
- 1982 : Fahd Ben Abdel Aziz Al-Saoud devient roi d'Arabie saoudite.
- 1997 : Timothy McVeigh est condamné à mort pour l'attentat d'Oklahoma City.
- 2000 : début du premier sommet inter-coréen.

### XXIesiècle
- 2002 : les États-Unis se retirent du traité ABM.
- 2011 : résolution no 1986 du Conseil de sécurité des Nations unies à propos de Chypre devenue entretemps en 2004 membre de l'Union européenne.
- 2021 : en Israël, un nouveau gouvernement est formé par Naftali Bennett qui devient Premier ministre du pays[1].
- 2025
  - L'Israël attaque l'Iran et tue plusieurs personnalités militaires et scientifiques[2] ; l'Iran riposte en bombardant le territoire israélien[3].
  - Combat d'Anoumalane, pendant la guerre du Mali.

## Arts, culture et religion
- 1917 : deuxième apparition de la Vierge Marie signalée par des enfants à Fátima au Portugal.
- 2007 : Julien Doré remporte le télécrochet « Nouvelle Star »[4].

## Sciences et techniques
- 1948 : un Américain de Los Angeles est pris d'une crise de hoquet qui durera huit ans malgré l'intervention de 200 médecins et jusqu'à une prière à saint Jude[5].
- 1955 : découverte de la mine de diamant Mir.
- 1983 : Pioneer 10 dépasse l'orbite de Neptune.
- 2010 : fin de mission de la sonde japonaise Hayabusa.
- 2016 : annonce par l'American Astronomical Society que Kepler-1647 b est la plus grande planète circumbinaire découverte.

## Économie et société
- 1917 : effondrement d'une charpente de l'usine Renault de Billancourt causant 27 morts[6].
- 2005 : Michael Jackson est acquitté, lors de son procès pour abus sexuel sur mineur.
- 2016 : l'État islamique revendique l'assassinat de deux fonctionnaires du ministère de l'Intérieur, un policier, et sa conjointe agent administratif, à Magnanville, en Île-de-France.
- 2017 : un match masculin de football France-Angleterre est inauguré au Stade de France au son du tube musical pop "Don't look back in anger" du groupe anglais "Oasis" repris en instrumental par la Garde républicaine française et par une immense chorale improvisée de supporteurs anglais dans les tribunes de l'arène[7]. Le joueur français Raphaël Varane écopera étonnamment d'un carton rouge dans ce match finalement gagné 3-2 à 10 contre 11 par le futur vainqueur français du mondial russe de 2018 contre son futur 3è[8].
- 2019 : l'Équateur devient le 28e pays au monde et le 5e en Amérique du Sud à légaliser le mariage homosexuel par une décision de sa cour constitutionnelle.
- 2024 : début du sommet du G7 en Italie[9].

## Naissances

### IXesiècle
- 823 : Charles II le Chauve, roi des Francs / de "Francie occidentale" de 843 à sa mort, à côté de ses frères petits-fils de Charles I "Magne" (magnus / le grand), et empereur d'Occident de 875 à sa mort († 6 octobre 877).

### XVIesiècle
- 1555 : Giovanni Antonio Magini, scientifique italien († 11 février 1617).

### XVIIesiècle
- 1649 : Adrien Baillet, théologien français († 21 janvier 1706).

### XVIIIesiècle
- 1723 : Giovanni Antonio Scopoli, entomologiste italien († 8 mai 1788).
- 1773 : Thomas Young, physicien, médecin et égyptologue anglais († 10 mai 1829).
- 1789 : Jean Louis Théodore Mennesson-Tonnelier, homme politique français († 15 mai 1875).

### XIXesiècle
- 1808 : Patrice de Mac-Mahon, militaire et homme d'État français, président de la République française de 1875 à 1879 († 17 octobre 1893).
- 1817 : Antonio de Torres, luthier espagnol († 19 novembre 1892).
- 1826 : Benoît Rouquayrol, inventeur, ingénieur et explorateur français († 14 novembre 1875).
- 1831 : James Clerk Maxwell, physicien et mathématicien écossais († 5 novembre 1879).
- 1850 : Félix Lafond, peintre, céramiste, conservateur de musée français (et breton d'adoption), deuxième directeur de l'école régionale des beaux-arts à Rennes de 1899 (à sa † le 23 février 1917).
- 1854 : Charles Algernon Parsons, ingénieur britannique († 11 février 1931).
- 1865 : William Butler Yeats, poète irlandais, prix Nobel de littérature 1923 († 28 janvier 1939).
- 1866 : Aby Warburg, historien de l'art allemand († 26 octobre 1929).
- 1870 : Jules Bordet, immunologiste et microbiologiste belge, prix Nobel de médecine 1919 († 6 avril 1961).
- 1871 : Hélène d'Orléans, duchesse d'Aoste († 21 janvier 1951).
- 1875 : Max d'Ollone, musicien français († 15 mai 1959).
- 1883 : Arthur Guedel, médecin américain († 10 juin 1956).
- 1884 : 
  - Anton Drexler, homme politique allemand († 24 février 1942).
  - Étienne Gilson, philosophe et historien français († 19 septembre 1978).
- 1887 : 
  - Jorge Chávez Dartnell, aviateur péruvien († 27 septembre 1910).
  - André François-Poncet, diplomate français († 8 janvier 1978).
- 1888 : 
  - Fernando Pessoa, écrivain portugais († 30 novembre 1935).
  - Michel Roux-Spitz, architecte français († 15 juillet 1957).
- 1889 : Adolphe Pégoud, aviateur français († 31 août 1915).
- 1892 : Basil Rathbone, acteur britannique († 21 juillet 1967).
- 1894 : Leo Kanner, psychiatre, pédopsychiatre et scientifique austro-hongrois († 3 avril 1981).
- 1897 : Paavo Nurmi, athlète finlandais († 2 octobre 1973).
- 1900 : Ian Hunter, acteur britannique († 23 septembre 1975).

### XXesiècle
- 1901 : Jean Prévost, écrivain, journaliste et résistant français († 1er août 1944).
- 1905 : Franco Riccardi, escrimeur italien, triple champion olympique († 24 mai 1968).
- 1911 : 
  - Ali Khan, prince, diplomate, cavalier professionnel et socialite franco-pakistanais († 12 mai 1960).
  - Achille Peretti, homme politique français († 14 avril 1983).
- 1912 : 
  - Hector de Saint-Denys Garneau, poète et peintre québécois († 24 octobre 1943).
  - Avelar Brandão Vilela, prélat brésilien († 19 décembre 1986).
- 1913 : 
  - Ben van Buel, homme politique néerlandais († 13 septembre 1995).
  - Humberto Mariles Cortés, cavalier mexicain, double champion olympique († 6 décembre 1972).
- 1915 : Donald Budge, joueur de tennis américain († 26 janvier 2000).
- 1918 : 
  - Ben Johnson, acteur américain († 8 avril 1996).
  - Wild Bill Moore, musicien américain († 8 août 1983).
  - Percy Rodriguez, acteur d’origine québécoise († 6 septembre 2007).
- 1920 : Walter Ernsting, écrivain allemand de science-fiction († 15 janvier 2005).
- 1921 : Lennart Strand, athlète suédois spécialiste du demi-fond († 23 janvier 2004).
- 1925 : Kristine Miller, actrice américaine († 2015).
- 1926 : Jérôme Lejeune, médecin français († 3 avril 1994).
- 1928 : 
  - Giacomo Biffi, prélat italien († 10 juillet 2015).
  - Renée Morisset, pianiste québécoise († 3 mai 2009).
  - John Forbes Nash, mathématicien et économiste américain († 23 mai 2015).
- 1929 : Jacques Charby, comédien, réalisateur et écrivain français († 1er janvier 2006).
- 1930 : Paul Veyne, historien français († 29 septembre 2022).
- 1931 : Reed Scowen, homme politique québécois († 28 mai 2020).
- 1933 : 
  - César Girón, matador vénézuélien († 19 octobre 1971).
  - Doreen Miller, femme politique britannique († 21 juin 2014).
  - Sven-Olov Sjödelius, kayakiste suédois, double champion olympique († 29 mars 2018).
- 1935 : 
  - Jeanne-Claude Denat de Guillebon dite Jeanne-Claude, artiste française, épouse et collaboratrice († 18 novembre 2009) de
  - Christo (Christo Vladimiroff Javacheff dit), lui-même artiste bulgare, époux et collaborateur de la précédente né a priori ce même jour qu'elle († 31 mai 2020).
- 1936 : Michel Jazy, athlète français († 1er février 2024).
- 1940 : 
  - Bobby Freeman, chanteur et compositeur américain († 23 janvier 2017).
  - Dallas Long, athlète américain détenteur à quatre reprises du record du monde du lancer de poids.
- 1941 : 
  - Serge Lemoyne, peintre québécois († 12 juillet 1998).
  - Mohamed Sheikh, homme d'affaires homme politique britannique († 22 septembre 2022).
  - Marv Tarplin, guitariste américain du groupe The Miracles († 30 septembre 2011).
- 1942 : James Carr, chanteur de soul américain († 7 janvier 2001).
- 1943 : 
  - Daniel Guérard, chanteur et animateur de radio québécois († 23 avril 2006).
  - Malcolm McDowell, acteur britannique.
  - Edward Skorek, joueur de volley-ball polonais, champion olympique.
- 1944 : Ban Ki-moon, diplomate sud-coréen, secrétaire général des Nations unies de 2007 à 2016.
- 1945 :
  - Ronald J. Grabe, astronaute américain.
  - José Pinheiro, réalisateur français.
- 1946 : Henk Wijngaard, chanteur néerlandais.
- 1947 (ou 3 juin) : Shuki Levy, compositeur de génériques télé, producteur, scénariste, réalisateur et monteur israélien.
- 1949 : 
  - Jean-Thierry Boisseau, compositeur et écrivain français.
  - Simon Callow, biographe et acteur anglais (l'enterré du titre du film Quatre Mariages et un enterrement).
  - Jean-Yves Laforest, homme politique canadien.
  - Dennis Locorriere (en), chanteur et guitariste américain du groupe Dr. Hook & the Medicine Show.
  - Thierry Sabine, pilote de rallye français, un des fondateurs du rallye Paris-Dakar († 14 janvier 1986).
- 1951 : 
  - Howard Leese (en), guitariste et réalisateur artistique américain du groupe Heart.
  - Stellan Skarsgård, acteur suédois.
  - Richard Thomas, acteur américain.
  - Georges Forestier, professeur de littérature et historien du théâtre français († 18 avril 2024).
- 1952 : Henry Boério, gymnaste français, médaillé olympique.
- 1953 : 
  - Tim Allen, acteur américain.
  - Georges Didi-Huberman, historien de l'art français.
- 1956 : 
  - Leonid Taranenko, haltérophile biélorusse champion olympique.
  - Yuri Vardanyan, haltérophile arménien champion olympique († 2 novembre 2018).
- 1957 : Jean-Louis Tolot, joueur de rugby à XV puis homme politique français.
- 1958 : Fernando Marías Amondo, écrivain espagnol.
- 1959 : 
  - Maurice G. Dantec, écrivain canadien d'origine française († 25 juin 2016).
  - Lance Kinsey, acteur canadien.
  - Jennifer Chandler, plongeuse américaine, championne olympique.
- 1960 : Jacques Rougeau, lutteur professionnel québécois.
- 1962 : 
  - Glenn Michibata, joueur de tennis canadien.
  - Ally Sheedy, actrice américaine.
  - Bence Szabó, escrimeur hongrois, double champion olympique.
  - Jean-Pierre Amat, tireur sportif français, champion olympique.
- 1963 : 
  - Bettina Bunge, joueuse de tennis allemande.
  - Natalina Lupino, judokate française, médaillée olympique et championne du monde.
- 1965 : Lesli Kay, actrice américaine.
- 1966 : 
  - Grigori Perelman, mathématicien russe.
  - Stéphane Weller, joueur de rugby à XV français.
- 1968 : 
  - Peter DeBoer, instructeur canadien de hockey sur glace.
  - Marcel Theroux, romancier et animateur de télévision britannique.
- 1969 : 
  - Virginie Despentes, écrivaine et réalisatrice française.
  - Joseph Keter, athlète kényan, champion olympique du 3000 m steeple.
  - Svetlana Krivelyova, athlète russe spécialiste du lancer du poids, championne olympique.
- 1970 : 
  - Julián Gil, acteur, mannequin et entrepreneur argentin.
  - Mikael Ljungberg, lutteur suédois, champion olympique († 17 novembre 2004).
- 1973 : 
  - Kasia Kowalska, chanteuse polonaise.
  - Misha Sydorenko, artiste peintre.
- 1974 : 
  - Valeri Boure, joueur de hockey sur glace russe.
  - Ophélie Gaillard, musicienne française.
  - Marie-Denise Gilles, footballeuse haïtienne.
- 1975 : 
  - Kim Jo-sun, archère sud-coréenne, championne olympique.
  - Craig Gaudion, producteur, réalisateur et scénariste australien.
- 1977 : Romain Mesnil, perchiste français.
- 1978 : 
  - Ethan Embry, acteur et producteur américain.
  - Mathis Künzler, acteur suisse.
- 1979 :
  - Gustave Bahoken, joueur de football camerounais.
  - Tristane Banon, journaliste et auteur française.
  - Mauro Esposito, footballeur italien.
  - Andrew av Fløtum, footballeur international féroïen.
  - François Fortier, joueur de hockey sur glace canadien.
  - Rebecca Gilmore, plongeuse australienne.
  - Yumari González, coureuse cycliste cubaine.
  - Samantha James, chanteuse américaine.
  - Damir Krupalija, joueur de basket-ball bosnien.
  - Miguel Pate, athlète américain, spécialiste du saut en longueur.
- 1980 : Florent Malouda, footballeur français.
- 1981 :
  - « El Fandi » (David Fandilla Marín dit), matador espagnol.
  - Chris Evans, acteur américain.
  - Radim Vrbata, joueur de hockey sur glace tchèque.
- 1982 :
  - Kenenisa Bekele, athlète éthiopien, triple champion olympique.
  - Chris Cusiter, joueur de rugby écossais.
- 1983 : 
  - Rebeca Linares, actrice espagnole.
  - Jason Spezza, joueur de hockey sur glace canadien.
- 1985 : Pedro Strop, joueur de baseball américain.
- 1986 : 
  - Kat Dennings, actrice américaine.
  - Keisuke Honda, footballeur japonais.
  - Jonathan Lucroy, joueur de baseball américain.
  - Mary-Kate Olsen et
  - Ashley Olsen, sœurs jumelles, actrices, chanteuses, stylistes et productrices américaines.
  - Måns Zelmerlöw chanteur suédois.
- 1987 : Brodinski (Louis Rogé dit), disc-jockey et producteur français.
- 1989 : 
  - Ryan McDonagh, joueur de hockey sur glace américain.
  - Erica Wiebe, lutteuse canadienne.
- 1990 :
  - Cécile Coulon, autrice française.
  - Aaron Johnson, acteur britannique.
  - Olivier Lannoy, volleyeur français.
- 1993 : Denis Ten, patineur artistique kazakh.
- 1996 : 
  - Kodi Smit-McPhee, acteur australien.
  - Kingsley Coman, footballeur français.
- 1997 : Abigail Harrison, communicatrice scientifique américaine.
- 2000 :
  - Jalen Lecque, basketteur américain.
  - Penny Oleksiak, nageuse de compétition canadienne.

## Décès

### XIesiècle
- 1036 : Ali az-Zahir (الظاهر بالله) / Abû al-Hasan “az-Zâhir bi-llah”, `Ali ben al-Hâkim ou `Ali az-Zâhir dit “az-Zâhir bi-llah”, septième calife fatimide et roi de Damas de 1021 à 1036, roi d'Alep de 1021 à 1024 (° 21 juin 1005).

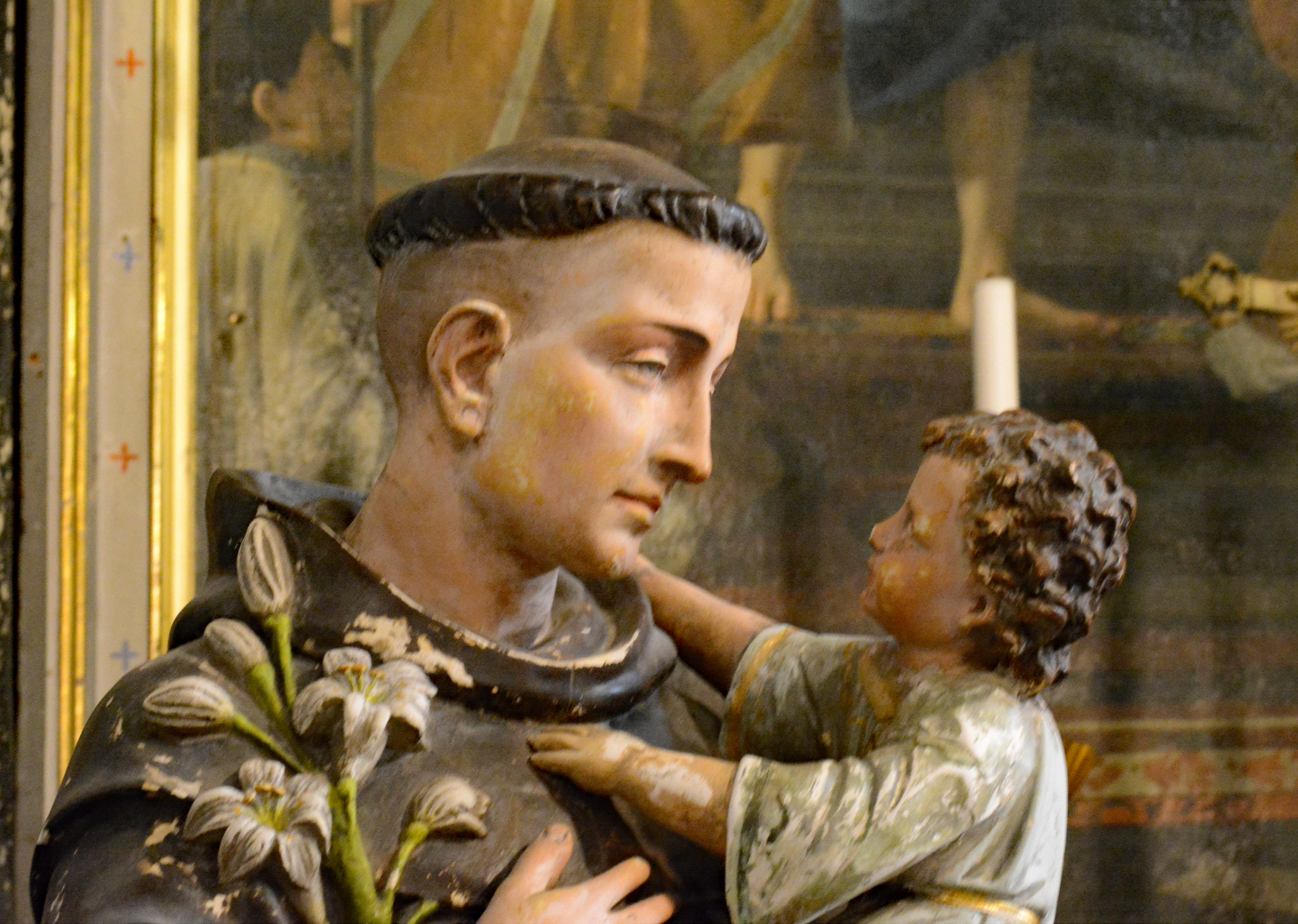
Une représentation traditionnelle statufiée de Saint Antoine de Padoue

### XIIIesiècle
- 1231 : Fernando Martins de Bulhoes, en religion frère Antoine dit Antoine de Padoue, prêtre franciscain italo-portugais canonisé (fête ci-après in fine) le 30 mai 1232 puis érigé docteur de l'Église en 1946 (° 1195).

### XIVesiècle
- 1394 : Warcisław VI, duc de Poméranie (° vers 1345).

### XIXesiècle
- 1871 : Jean-Eugène Robert-Houdin, illusionniste français  (° 7 décembre 1805).
- 1886 : 
  - Louis II, roi de Bavière (° 25 août 1845), mort avec son psychiatre,
  - Bernhard von Gudden, ledit psychiatre (° 7 juin 1824), mort avec Louis II supra.
  - Johannes Neumann, homme politique allemand (° 1er juin 1817).
- 1898 : Joseph-Adolphe Chapleau, homme politique québécois, premier ministre de 1879 à 1882 (° 9 novembre 1840).

### XXesiècle
- 1917 : Louis-Philippe Hébert, sculpteur québécois (° 27 janvier 1850).
- 1926 : Mariano Montes, matador espagnol (° 22 avril 1894).
- 1946 :
  - Louis Martin, médecin et bactériologiste français (° 20 septembre 1864).
  - Charles Marx, résistant et homme politique luxembourgeois (° 26 juillet 1903).
- 1948 : Osamu Dazai, écrivain japonais (° 19 juin 1909).
- 1957 : Sam Benson, costumier américain (° 1er janvier 1886).
- 1965 : Martin Buber, philosophe autrichien (° 8 février 1878).
- 1972 : 
  - Georg von Békésy, savant américain d'origine hongroise, prix Nobel de médecine en 1961 (° 3 juin 1899).
  - Clyde McPhatter, chanteur américain (° 15 novembre 1932).
- 1975 : 
  - Gwendolyn Lizarraga, femme d'affaires, militante des droits des femmes et ministre bélizienne (° 11 juillet 1901).
  - Arturo Tabera Araoz, prélat espagnol (° 29 octobre 1903).
- 1977 : Matthew Garber, acteur anglais (° 25 mars 1956).
- 1982 : Khaled ben Abdelaziz Al Saoud, roi d'Arabie saoudite de 1975 à sa mort (° 13 février 1913).
- 1986 : Benny Goodman, musicien américain (° 30 mai 1909).
- 1987 : Geraldine Page, actrice américaine (° 22 novembre 1924).
- 1989 : Scott Ross, organiste et claveciniste américain (° 1er mars 1951).
- 1993 : Donald Slayton, astronaute américain (° 1er mars 1924).
- 1994 : Nadia Gray, actrice franco-roumaine (° 23 novembre 1923).
- 1997 : Al Berto, poète portugais (° 11 janvier 1948).
- 1998 : 
  - Nissim Aloni, dramaturge, écrivain et traducteur israélien (° 24 août 1926).
  - Lucio Costa, architecte et urbaniste brésilien (° 27 février 1902).
  - Birger Ruud, sauteur à ski et skieur alpin norvégien (° 23 août 1911).
  - Fernand Sastre, footballeur puis dirigeant sportif français, président de la FFF de 1972 à 1984 (° 1er octobre 1923).
  - Reg Smythe, auteur de bandes dessinées britannique (° 10 juillet 1917).
  - Éric Tabarly, navigateur français (° 24 juillet 1931).
- 1999 : 
  - Henry "Junjo" Lawes, producteur de reggae jamaïcain (° 1960).
  - Douglas Seale, acteur britannique (° 28 octobre 1913).
- 2000 : 
  - Gustavo Albella, footballeur argentin (° 25 août 1925).
  - Robert Dienst, footballeur puis entraîneur (° 1er mars 1928).

### XXIesiècle
- 2002 : 
  - Vincent Fago, auteur et éditeur de comics américain (° 28 novembre 1914).
  - Ante Mladinić, footballeur puis entraîneur yougoslave et ensuite croate (° 1er octobre 1929).
- 2003 : 
  - Marc de Georgi, acteur et doubleur vocal français (° 6 février 1931).
  - Guy Lux, homme de télévision français (° 21 juin 1919).
- 2005 : Alvaro Cunhal, homme politique portugais, leader historique du Parti communiste portugais (° 10 novembre 1913).
- 2006 : Charles Haughey, homme politique irlandais, trois fois Premier ministre et ayant pris la charge de plusieurs portefeuilles ministériels (° 16 septembre 1925).
- 2008 : Tim Russert, journaliste politique américain (° 7 mai 1950).
- 2010 : Jimmy Dean, chanteur, musicien et compositeur américain (° 10 août 1928).
- 2012 : Roger Garaudy, philosophe et polémiste français (° 17 juillet 1913).
- 2013 : Pierre Onténiente, homme de confiance, secrétaire et comptable de Georges Brassens (° 14 septembre 1921).
- 2017 : Şirin Tekeli, universitaire, écrivaine et militante féministe turque (° 28 février 1944).
- 2020 : 
  - Jean Raspail, écrivain français (° 5 juillet 1925).
  - Marc Zermati, producteur français et précurseur du punk rock (° 21 juin 1945).
- 2021 : 
  - Ned Beatty, acteur américain (° 6 juillet 1937).
  - Nikita Mandryka, bédéaste français auteur du Concombre masqué (° 20 octobre 1940).
- 2024 : 
  - Bénédicte Atger, cavalière d'endurance française (° 17 avril 1958).
  - Tommy Banks, footballeur anglais (° 10 novembre 1929).
- 2025 : 
  - Mohammad Hussein Baqeri, militaire iranien (° 1960).
  - Juan Carlos Carone, footballeur argentin (° 18 mai 1942).
  - Fereydoun Abbassi Davani, physicien iranien (° 11 juillet 1958).
  - Amir Ali Hajizadeh, militaire iranien (° 28 février 1962).
  - Louis Moholo, batteur de jazz sud-africain (° 10 mars 1940).
  - Piotr Nowina-Konopka, universitaire et militant politique polonais (° 27 mai 1949).
  - Herbert Poole, joueur et entraîneur de rugby à XIII australien (° 27 novembre 1930).
  - Gholam Ali Rashid, officier iranien (° 1953).
  - Artur Santos, footballeur portugais (° 27 mars 1931).
  - Franzo Grande Stevens, avocat italien (° 13 septembre 1928).

## Célébrations

### Internationale
Nations unies : journée internationale de sensibilisation à l'albinisme adoptée par l'ONU le 18 décembre 2014.

### Nationale
Argentine : día del escritor / « jour de l'écrivain ».

### Religieuses

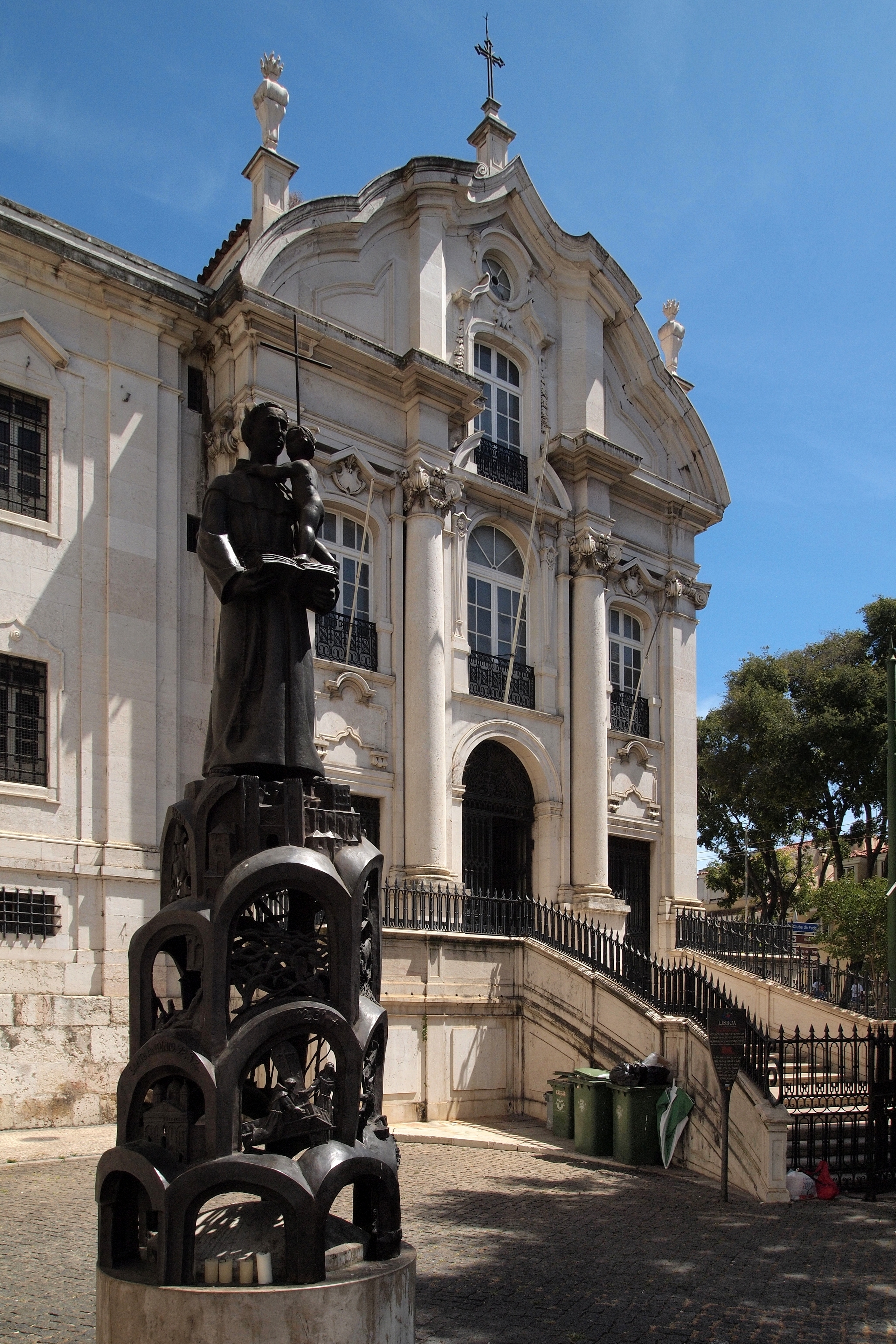
Église de Saint-Antoine érigée sur la maison où serait né le saint portugais à Lisbonne

- Fêtes religieuses romaines :  les Quinquatrus Minusculae, à l'occasion des ides d' "iunius" / juin du calendrier romain ci-avant.
- Catholicisme : fête de Saint Antoine de Lisbonne avec journée fériée dans ladite capitale du Portugal, sinon fériée à Padoue en Italie (plus connu en tant que Saint Antoine de Padoue dans la culture populaire ci-après).

### Saints des Églises chrétiennes

#### Saints des Églises catholiques et orthodoxes
Référencés ci-après in fine, :
- Achille († 312), patriarche d'Alexandrie ; fêté aussi le 3 juin en Orient.
- Aquiline de Byblos († 293 ou 303), martyre à Byblos en Phénicie (aujourd'hui au Liban) sous Dioclétien.
- Aventin de Larboust († 732[12] ou 813[13]), ermite et martyr.
- Euloge Ier († 607 ou 608), patriarche d'Alexandrie.
- Fandilas († 853) -ou « Fandila » ou « Fandile »-, moine de Peñamellaria, avec le prêtre Anastase et le moine Félix, martyrs à Cordoue par la main de musulmans.
- Félicule († vers 90) -ou « Felicula »-, vierge, sœur possible de Sainte Pétronille (du 31 mai), martyre à Rome sous Domitien.
- Pérégrin († vers 600) -ou « Céthée » ou « Cetheus »-, évêque d’Amiterno (L'Aquila), martyr, noyé dans l'Aterno par les Lombards.
- Psalmode (en) († vers 589) -ou « Psalmodius », « Psalmet », « Saumay » ou « Sauman »-, originaire d'Irlande ou d'Écosse, possible disciple de saint Brendan, anachorète émigré dans le Limousin à Eymoutiers ; fêté aussi le 8 mars[14] ou le 15 juin[15] en Orient.
- Ragnebert († vers 675 ou 680) -ou « Rambert », « Ragnobert », « Raguebert » ou « Raguebertus »-, leude martyr près de Bourg-en-Bresse sur ordre du maire du palais de Neustrie Ébroïn.
- Triphylle († vers 370), évêque à Leucosie dans l’île de Chypre.

#### Saints et bienheureux des Églises catholiques
référencés ci-après :
- Antoine de Padoue († 1231), religieux franciscain portugais.
- Augustin Phan Viet Huy (pl) et Nicolas Bui Viet Thé (en) († 1839), soldats martyrs au Vietnam près de Hué en Annam.
- Gérard de Clairvaux († 1138), cistercien, frère ainé de saint Bernard de Clairvaux.
- Marie-Anne Biernacka († 1943), bienheureuse laïque italienne et martyre.

#### Saints orthodoxe
- Andronic de Moscou (ru) († 1395), higoumène (abbé) du monastère Andronikov et thaumaturge en Russie.
- Sabbas de Moscou († 1478), higoumène (abbé) du monastère d'Andronikov et thaumaturge en Russie[13], aux dates éventuellement "juliennes" / orientales.

### Prénoms du jour
Bonne fête aux Antoine, ses variantes masculines : Anthony, Anton, Antoni, Antonio, Antonny, Antony, Toine, Tonio, Tonni, Tony ; leurs composés : Marc-Antoine, Pierre-Antoine ; et leurs formes féminines : Antoinette, Antone, Antonia, Antonie, Antoniet(t)a, Toinette, Toinon, Tonia, Tonie, Tonya.
Et aussi :
- aux Euloge et
- aux Rambert et leur variante Ragnebert.

## Traditions et superstitions

### Dictons
- « À la saint-Antoine de Padoue, toujours du temps doux. »[réf. nécessaire]
- « Pour la saint-Antoine, les jours croissent comme la barbe d'un moine. »[16]
- « Qui sème sa salade à saint-Antoine en a comme la barbe d'un moine. »[17]
- « Saint-Antoine au raisin coupe la queue, si ce jour-là il pleut. »[18]
- « Saint-Antoine ouvre le derrière des poules. »[17]
- « Saint-Antoine sec et beau remplit caves et tonneaux. »[17] (dicton de l'Ain)
- « Saint Antoine, vous qui êtes un filou, rendez ce qui n'est pas à vous. »[19] (car saint patron des objets trouvés).

### Astrologie
Signe du zodiaque : 23e jour du signe astrologique des Gémeaux.

## Toponymie
Plusieurs voies, places, sites ou édifices de pays ou régions francophones contiennent cette date sous diverses graphies : voir Treize-Juin .